# 全日本造船機械労働組合
全日本造船機械労働組合（ぜんにほんぞうせんきかいろうどうくみあい、略称：全造船機械（ぜんぞうせんきかい）、英語: All Japan Shippulding and Engineering Union、略称：SEU）は、かつて存在した日本の労働組合である。日本労働組合総連合会（連合）に加盟していた。

## 概要
組合員は、当初は造船とその関連する労働者が中心であったが、後に機械金属・電機・自動車・自動車学校など、多くの業種の労働者へと門戸を広げ、合同労働組合となった。解散時点では、職場ごとに組織する分会が40と、同一企業の分会で構成する支部が1（三菱重工）存在した。解散直前の調査による組合員数は1,194人であった。

## 歴史
1946年9月1日に全日本造船労働組合（当初の略称は全船、1949年から1964年の改称までの略称は全造船）として結成される。
1956年には中立労連に加盟した。1963年の三菱造船での組織分裂を皮切りに同盟を志向する組合が分裂、これらの組合は同盟系の全国造船機械労働組合総連合（造船総連）と共に1972年全国造船重機械労働組合連合会（造船重機労連）を結成した。一方で全造船は総評に接近して、全造船機械労働組合に改称し1973年に総評に加盟。1974年3月には中立労連から脱退し、造船・重機械部門での産別組織は全造船機械と造船重機労連で鼎立する状態となった。
1980年代の労戦再編の過程では、まず1981年には民間労戦の方針を決定、1982年には全民労協に加盟し、1989年には全民労協の後身である全民労連と官公労が合流して連合が結成されたため、全造船機械の加盟ナショナルセンターは連合となる。
全造船機械の組織状況は厳しく、組織形態を造船以外の労働者も加盟できる合同労組とするも、なおも組織状況は厳しい状態が続き、2015年9月4日から翌日にかけて開催された大会で組織の解散を決定、翌年9月9日に開催された84回大会において解散した。
なお、傘下にあった関東地方の分会で構成する全造船機械関東地協は、全造船機械本部解散後もそのまま活動を継続することを決定し、単一組合である全造船関東地協労働組合へと組織を改編している。また、他の地域の分会についても企業別労働組合へ改組した所がある。